# Камешково
Камешково (рус. Камешково) град је у Русији у Владимирској области. Према попису становништва из 2010. у граду је живело 13103 становника.

## Становништво
| 1959.  | 1970.  | 1979.  | 1989.  | 2002.  | 2010.  |
| ------ | ------ | ------ | ------ | ------ | ------ |
| 11.834 | 12.865 | 14.080 | 15.061 | 14.161 | 13.103 |